# James Finlay Weir Johnston
James Finlay Weir Johnston est un chimiste écossais, né le 13 septembre 1796 à Paisley et mort le 18 septembre 1855. Il alla en Suède étudier la chimie sous Berzélius, professa cette science à l'Université de Durham depuis 1833 jusqu'à sa mort, et fut nommé en 1837 pensionnaire de la Société royale de Londres. 

## Œuvres
On a de lui : Agricultural chemistry and Geology; Catechism of agricultural chemistry; The chemistry of common life. Sa Chimie agricole a été trad. en français par F. Exschaw et Rieffel, 1845.

## Source
Cet article comprend des extraits du Dictionnaire Bouillet. Il est possible de supprimer cette indication, si le texte reflète le savoir actuel sur ce thème, si les sources sont citées, s'il satisfait aux exigences linguistiques actuelles et s'il ne contient pas de propos qui vont à l'encontre des règles de neutralité de Wikipédia.